# Erinnyis edwardsi
Erinnyis edwardsi är en fjärilsart som beskrevs av Butler 1881. Erinnyis edwardsi ingår i släktet Erinnyis och familjen svärmare. Inga underarter finns listade i Catalogue of Life.